# Chasty Ballesteros

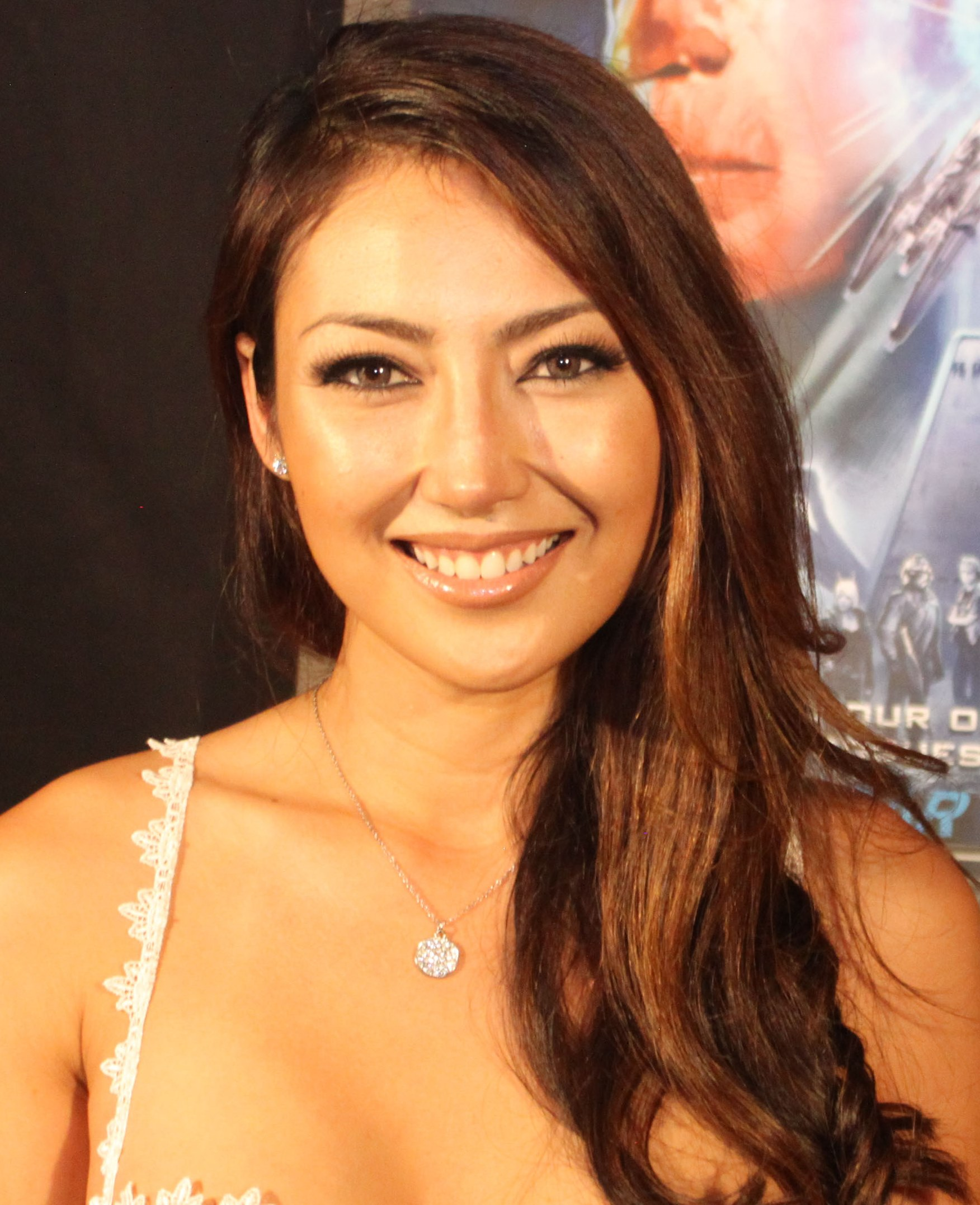
Chasty Ballesteros (2015)

Chasty Rose Ballesteros (* 3. Januar 1981 in Vancouver) ist eine kanadische Schauspielerin.

## Leben
Ballesteros wurde am 3. Januar 1981 in Vancouver als Tochter philippinischer Eltern geboren. Sie wuchs in Winnipeg auf und zog nach ihrem Abschluss an der High School zurück nach Vancouver. Sie machte eine Ausbildung zur Friseurin und besaß später einen eigenen Friseursalon. Über Aufträge als Model fand sie schließlich den Weg ins Filmgeschäft. Sie debütierte 2009 als Episodendarstellerin in den Fernsehserien Smallville, The Guard und Supernatural sowie mit einer Rollenbesetzung im Fernsehfilm Encounter with Danger als Fernsehschauspielerin. 2013 war sie in elf Episoden der Fernsehserie The Girl’s Guide to Depravity in der Rolle der Rachel zu sehen. 2014 wirkte sie unter anderem in den Filmproduktionen 10.0 – Das Erdbeben-Inferno und Girlhouse – Töte, was du nicht kriegen kannst mit. Im selben Jahr stellte sie die Rolle der Dana in drei Episoden der Fernsehserie Zeit der Sehnsucht dar. Von 2016 bis 2020 spielte sie die wiederkehrende Rolle der Tanya Showers in der Fernsehserie The Ranch. Ab 2018 bis 2019 wirkte sie in der Fernsehserie The Bay in der Rolle der Andrea „Dre“ Collins mit. Von 2020 bis 2021 spielte sie in der Fernsehserie FraXtur die Rolle der Jen. Ihr Schaffen umfasst mehr als 110 Produktionen.

## Filmografie (Auswahl)
- 2009: Smallville (Fernsehserie, Episode 8x16)
- 2009: The Guard (Fernsehserie, Episode 2x08)
- 2009: Encounter with Danger (Fernsehfilm)
- 2009: Supernatural (Fernsehserie, Episode 5x08)
- 2010: Guido Superstar: The Rise of Guido
- 2011: Final Destination 5
- 2011: Divine: The Series (Fernsehserie, 3 Episoden)
- 2012: The Movie Out Here
- 2012–2013: The Newsroom (Fernsehserie, 7 Episoden)
- 2013: Not Another Celebrity Movie
- 2013: Casting Couch
- 2013: Bounty Killer
- 2013: Beverly Hills Cop (Fernsehfilm)
- 2013: Prakti.com (The Internship)
- 2013: The Movie Out Here
- 2013: Cavemen
- 2013: The Girl’s Guide to Depravity (Fernsehserie, 11 Episoden)
- 2013: The Advocates (Fernsehfilm)
- 2014: Heiße Bräute lieben warme Jungs (Chicks Dig Gay Guys)
- 2014: Bad Neighbors (Neighbors)
- 2014: American Dream: The True Story (Kurzfilm)
- 2014: Denk wie ein Mann 2 (Think Like a Man Too)
- 2014: Zeit der Sehnsucht (Days of Our Lives, Fernsehserie, 3 Episoden)
- 2014: 10.0 – Das Erdbeben-Inferno (10.0 Earthquake)
- 2014: Girlhouse – Töte, was du nicht kriegen kannst (Girl House)
- 2014: Open (Fernsehfilm)
- 2014: Smart Alec (Fernsehfilm)
- 2015: The Night Crew
- 2015: The Funhouse Massacre
- 2015: Book of Fire
- 2016: L.A. Outlaws (Vigilante Diaries)
- 2016: Hot Bot
- 2016: The Morning the Sun Fell Down
- 2016: Secret Links
- 2016: Gorgeous Morons (Fernsehfilm)
- 2016–2020: The Ranch (Fernsehserie, 8 Episoden)
- 2017: One of Us
- 2017: Bridal Boot Camp (Fernsehfilm)
- 2017: Die Mumie (The Mummy)
- 2017: Espionage Tonight
- 2018: The Grounds
- 2018–2019: The Bay (Fernsehserie, 8 Episoden)
- 2019: Staged Killer
- 2020: The Party Planner (Fernsehfilm)
- 2020–2021: FraXtur (Fernsehserie, 8 Episoden)
- 2022: The Secret Life of College Escorts (Fernsehfilm)
- 2023: Malibu Horror Story
- 2025: The Cleaning Lady (Fernsehserie)